# Amerikaanse Maagdeneilanden op de Olympische Zomerspelen 2024
De Amerikaanse Maagdeneilanden namen deel aan de Olympische Zomerspelen 2024 in Parijs.

## Aantal deelnemers
Hieronder volgt een overzicht van de atleten die zich kwalificeerden voor de Olympische Zomerspelen van 2024.
| Sport        | Mannen | Vrouwen | Totaal |
| ------------ | ------ | ------- | ------ |
| Atletiek     | 1      | 0       | 1      |
| Boogschieten | 1      | 0       | 1      |
| Schermen     | 1      | 0       | 1      |
| Zwemmen      | 1      | 1       | 2      |
| Totaal       | 4      | 1       | 5      |

## Deelnemers en resultaten

### Atletiek

#### Loopnummers
Mannen
| atleet         | onderdeel | series | series | herkansingen | herkansingen | halve finale | halve finale | finale | finale |
| atleet         | onderdeel | tijd   | rang   | tijd         | rang         | tijd         | rang         | tijd   | rang   |
| -------------- | --------- | ------ | ------ | ------------ | ------------ | ------------ | ------------ | ------ | ------ |
| Eduardo Garcia | marathon  | n.v.t. | n.v.t. | n.v.t.       | n.v.t.       | n.v.t.       | n.v.t.       | DNF    | DNF    |

### Boogschieten
Mannen
| atleet           | onderdeel   | plaatsingsronde | plaatsingsronde | eerste ronde         | tweede ronde         | derde ronde          | kwartfinale          | halve finale         | finale / BM          | finale / BM    |
| atleet           | onderdeel   | score           | rang            | tegenstander uitslag | tegenstander uitslag | tegenstander uitslag | tegenstander uitslag | tegenstander uitslag | tegenstander uitslag | rang           |
| ---------------- | ----------- | --------------- | --------------- | -------------------- | -------------------- | -------------------- | -------------------- | -------------------- | -------------------- | -------------- |
| Nicholas D'Amour | individueel | 673             | 16              | Saito V 4 - 6        | niet geplaatst       | niet geplaatst       | niet geplaatst       | niet geplaatst       | niet geplaatst       | niet geplaatst |

### Schermen
Mannen
| atlete        | onderdeel | eerste ronde         | tweede ronde         | derde ronde          | kwartfinale          | halve finale         | finale / BM          | finale / BM    |
| atlete        | onderdeel | tegenstander uitslag | tegenstander uitslag | tegenstander uitslag | tegenstander uitslag | tegenstander uitslag | tegenstander uitslag | rang           |
| ------------- | --------- | -------------------- | -------------------- | -------------------- | -------------------- | -------------------- | -------------------- | -------------- |
| Kruz Schembri | floret    | Broszys V 8 - 15     | niet geplaatst       | niet geplaatst       | niet geplaatst       | niet geplaatst       | niet geplaatst       | niet geplaatst |

### Zwemmen
Mannen
| atleet             | onderdeel     | series | series | halve finale   | halve finale   | finale         | finale         |
| atleet             | onderdeel     | tijd   | rang   | tijd           | rang           | tijd           | rang           |
| ------------------ | ------------- | ------ | ------ | -------------- | -------------- | -------------- | -------------- |
| Maximillian Wilson | 100 m rugslag | 54,49  | 27     | niet geplaatst | niet geplaatst | niet geplaatst | niet geplaatst |

Vrouwen
| atlete          | onderdeel        | series  | series | halve finale | halve finale | finale         | finale         |
| atlete          | onderdeel        | tijd    | rang   | tijd         | rang         | tijd           | rang           |
| --------------- | ---------------- | ------- | ------ | ------------ | ------------ | -------------- | -------------- |
| Natalia Kuipers | 400 m vrije slag | 4.33,46 | 20     | n.v.t.       | n.v.t.       | niet geplaatst | niet geplaatst |